# Wola Wołodzka
Wola Wołodzka – nieistniejąca wieś, znajdująca się w województwie podkarpackim, w powiecie brzozowskim, w gminie Nozdrzec.
W połowie XIX wieku właścicielem posiadłości tabularnej Wołodź i Wola Wołodzka był Marceli Tarnawiecki.
Słownik geograficzny Królestwa Polskiego wzmiankuje w tomie XIII z roku 1893 Wolę Wołodzką jako część wsi Wołodź. W 1921 r. wieś liczyła 58 domów i 276 mieszkańców (258 grek., 5 rzym., 13 mojż.). W czasie II wojny światowej Wola Wołodzka pełniła rolę jednej z baz UPA. Po wysiedleniach ludności w maju 1947 r. wieś została całkowicie zniszczona.